# حامول (نبات)
الحامول (الاسم العلمي: Cuscuta) هو جنس نباتي يتبع الفصيلة المحمودية من رتبة الباذنجانيات.

## التسمية
هناك عدة تسميات لهذا النبات منها: الحَامُول والكَشُوث والكَشُوثَى والكَشُوثَاء والزُحْمُوك.

## أنواعه
- حَامُول السَعْتَر[8] أو حَرِير الزَعْتَر[9] أو الصُعَيْتِرَة[10] أو الأَفْتِيمُون[10] (من اليونانية: إِپِيتِيمُونْ، من إِپِي:فَوْقَ وتِيمُونْ:زعتر)، اسمه العلمي Cuscuta epithymum.
- حُمَّاض الأَرْنَب أو فَقَد الأَرْنَب[11]، اسمه العلمي.Cuscuta planiflora Ten أو.Cuscuta approximata Bab.
- الكَشُوث الرُومِيّ أو الحَامُول الأَوْرُوبِيّ[8]، اسمه العلمي Cuscuta europaea.
- حَامُول البَرْسِيم[8]، اسمه العلمي.Cuscuta trifolii Bab.
- حَامُول الفَصَّة[8]، اسمه العلمي.Cuscuta corymbosa Ruiz & Pav.
- حَامُول الكَرْمَة[8]، اسمه العلمي.Cuscuta monogyna Vahl.

## نبات طفيلي
يعتبر الحامول أحـد أهم أخطر النباتات الطفيلية المنتشرة في جميع أنحاء العالم مسبباً خسائر كبيرة للمحاصيل الزراعية المختلفة ويجب القضاء عليه باتباع طرق المكافحة السليمة وذلك لأنه ينتشر بشكل وبائي، مما يوجب اتخاذ اجراءات وقائية صارمة لمنع انتشاره والقضاء عليه، وهو يمثل تهديداً اقتصادياً كبيراً نظراً لما يسببه من خسائر مالية فادحة. الحامول هو من أخطر النباتات الطفيلية Parasitic plant evolution التي تتطفل على العديد من الأشجار والمحاصيل، ويتكون من ساق خيطية الشكل صفراء اللون لأنها خالية من اليخضور لذلك لا تتمكن من إنتاج ما يلزم من غذاء واتمام عمليات التمثيل الضوئي. وتخترق ممصات الحامول ساق وأوراق وثمار المحاصيل وبعض الأشجار مثل الكونوكاربس والتي ينخفض إنتاجها، وقد سجلت إصابات على نباتات الودليا، ويتشوه مظهرها بسبب منافسة الحامول لها في غذائها، وتؤدي إلى ضعفها وقد تؤدى إلى موتها في النهاية. تبلغ أنواع الحامول إلى أكثر من 150 نوعاً. ولا يمكنها أن تبقى حية بمفردها بل تطفل على العائل وتعتمد عليه اعتماداً كليا في توفير احتياجاتها الغذائية نتيجة عدم قدرتها على القيام بعملية التمثيل الضوئي وذلك لخلوها من صبغة الكلورفيل مما يؤثر بشدة على العائل.

## طرق انتشارها
- يتكاثر الحامول عن طريق البذور وتنتج البذرة الواحدة آلاف البذور التي يمكنها أن تكمن في التربة عدة سنوات حتى تتوافر الظروف البيئية المناسبة للنمو. وقد تكون متواجدة في التربة أو السماد أو مخلفات الحيوان أو المياه وتتوسع في النمو والانتشار بانتقالها من مكان إلى اخر. تنمو في بقعة محدودة سرعان ما تنتشر وتتكاثر وتتوسع رقعة الإصابة بالحامول مسببة خسائر مادية كبيرة. تنتشر عن طريق ملابس العمالة القائمة على صيانة النباتات المصابة، لذلك يجب استبدال الملابس الخاصة بالعمالة بعد ملامستها للأشجار والنباتات المصابة. تنتشر عن طريق نقل مخلفات التقليم للنباتات المصابة من مكان إلى آخر. تنتشر عن طريق استيراد البذور أو السماد العضوي أو مخلفات الحيوانات أو المياه المختلطة ببذور الحامول واطارات السيارات ومعدات الزراعة.

## ميكانيكية حدوث الإصابة
- تنبت بذور الحامول عند توافر الظروف البيئية المناسبة.
- تنمو البادرة معتمدة على الغذاء المخزون في اندوسوم البذور لمدة حوالي أسبوع.
- تخترق البادرة سطح التربة باحثة عن العائل وبمجرد ملامستها له ترسل الممصات التي تخترق سطح البشرة والقشرة وصولاً إلى خلايا الحزم الوعائية حيث يمكنها الحصول على احتياجاتها الغذائية. وفي حالة عدم العثور على العائل تموت البادرة خلال أيام قليلة.
- تستمر الساق في الاستطالة والتفريخ مع الالتفاف حول العائل مكونة شبكة كثيفة مع استمرار تكوين الممصات التي تقوم باختراق انسجة ساق وأفرع العائل وكذا النباتات المجاورة له.
- عادة ما يموت الجزء السفلى من ساق الحامول ويصبح غير متصل بالتربة بمجرد أن يتم اختراق ممصات الحامول للعائل.
- تتكون ثمارالحامول في نهاية الموسم حيث تنضج البذور وتنتثر في التربة مسببة عدوى جديدة أو تنتقل مع البذور بعد عمليات الحصاد، وتتميز بطول فترة حيويتها لصلادة قشرة البذرة ولذا فإنها تنبت في فترات زمنية متباعدة.

بذلك يتضح أن الحامول من الحشائش الفتاكة للمحاصيل الزراعية المختلفة والتي يجب القضاء عليه باتباع طرق المكافحة السليمة.

## طرق المكافحة الحامول
- يجب إتباع الخطوات التالية بالترتيب لضمان مكافحة الحامول مع مراعاة عدم إهمال أي خطوة من الخطوات التالية.
- سرعة التعامل فور ظهور الإصابة.
- استخدام مبيدات تعمل بالملامسة.
- اقتلاع الحامول والنبات المعيل من جذورها وعدم رميها خارج حدود موقع الإصابة حتى لا تنتشر بذورها، والتخلص منها بحرقها في نفس منطقة الإصابة.
- عزيق التربة لأكثر من مرة.
- تغطية التربة المصابة بالأغطية البلاستيكية بعد ريها لتتم عملية التعقيم الحرارى للتربة.
- التعقيم الكيميائي للتربة ،تجرى عمليات التعقيم الكيمائي حيث يتم تغطية التربة بالأغطية البلاستيكية ثم يتم تعقيم التربة، ويفضل عدم الزراعة في الأراضي التي أصيبت في السابق لمدة لا تقل عن سنه مع متابعة ريها باستمرار للعمل على نمو البذور الكامنة في التربة، وعند زراعة نفس المنطقة من التربة المصابة فيجب ازالة 20 سم من التربة المصابة واستبدالها بتربة نظيفة خالية من بذور الحشائش.
- يجب استبدال ملابس العمالة والأحذية فور الانتهاء من معاملة المناطق المصابة في نفس منطقة الإصابة وجمعها في أكياس لتعقيمها.

## طرق الوقاية
- استخدام تقاوي خالية من بذور الحامول، وهي من مبادئ طرق المكافحة.
- يمنع استيراد البذور والتقاوي التي تحتوى على بذور نبات الحامول.
- منع انتقال الحيوانات من المواقع المصابة إلى المواقع السليمة.
- منع انتقال المزارعين والعمال بين المواقع المصابة والأماكن السليمة، حيث أن الآفة قد تنتقل من موقع مصاب إلى آخر سليم عبر أدوات العمل والملابس والأحذية.

## معرض صور

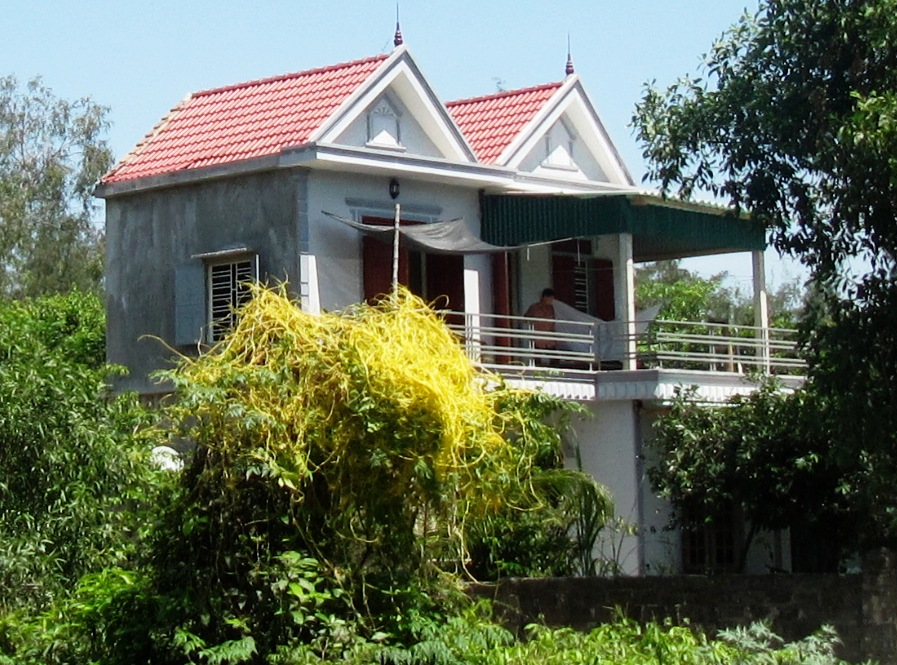
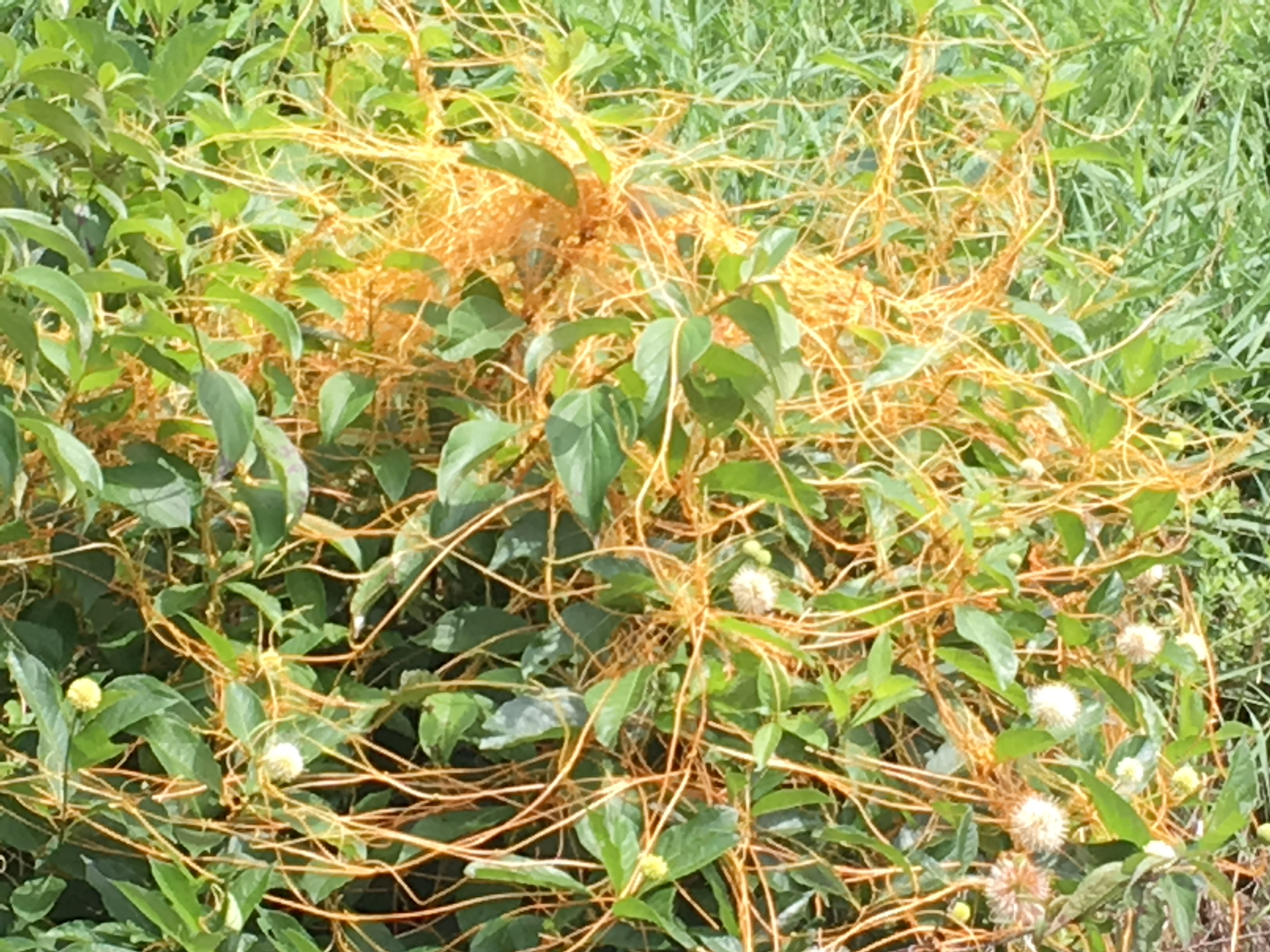
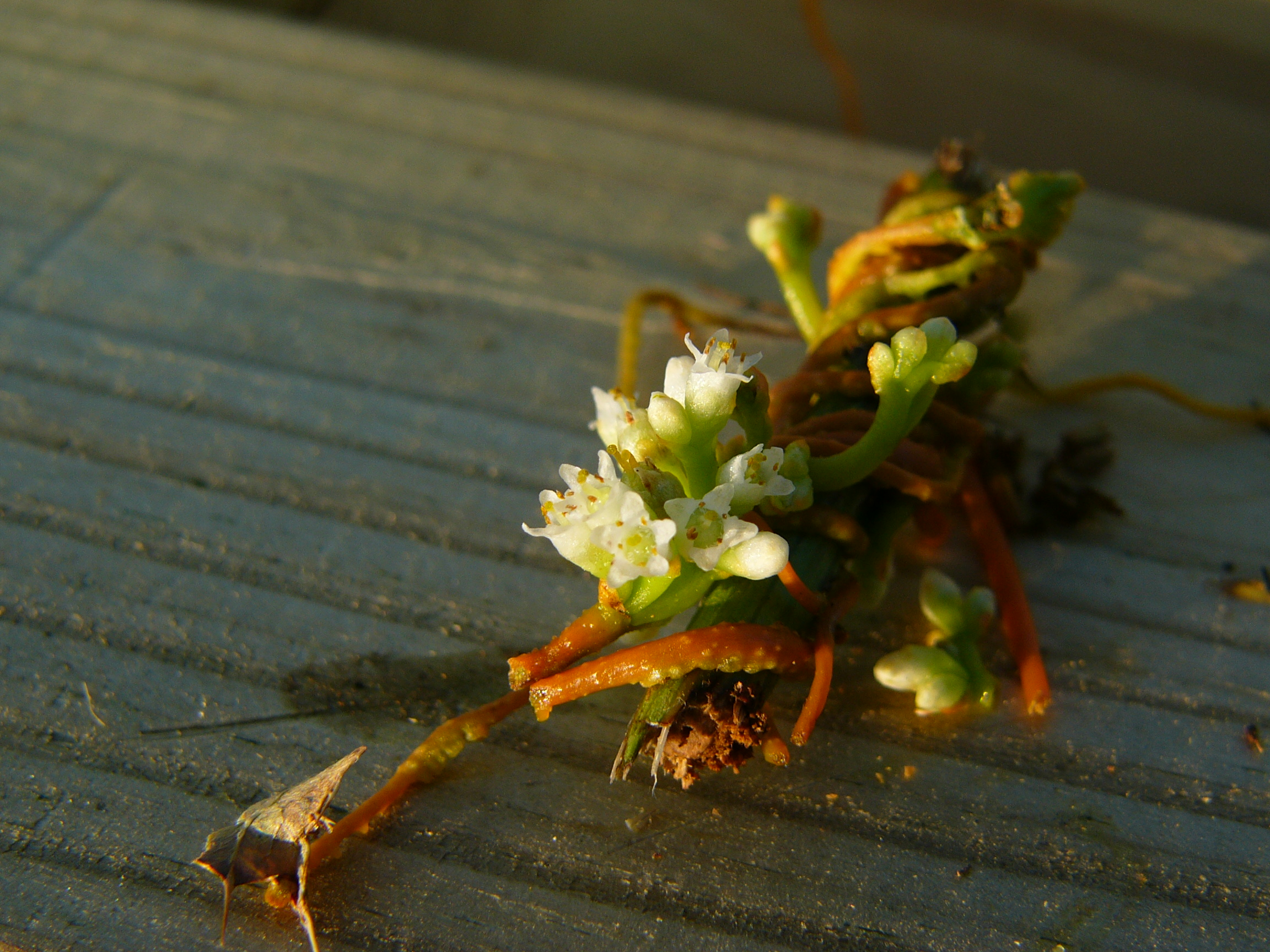

## وصلات خارجية
- الحامول على شبكة المعرفة الريفية.
- (بالإنجليزية) الحامول على موقع نباتات الصين.
- (بالإنجليزية) صور بذور الحامول بأنواعه.